# Be My Cat: A Film for Anne
Be My Cat: A Film for Anne este un film de groază psihologic românesc din 2015 regizat de Adrian Țofei[*] după un scenariu de Adrian Țofei[*], despre un cineast aspirant care recurge la metode extreme pentru a o convinge pe actrița Anne Hathaway să joace în filmul său. Este primul film al lui Țofei și primul film horror found footage din România, făcând parte dintr-o trilogie care mai include We Put the World to Sleep și Pure.
Be My Cat a fost numit de IndieWire unul dintre „cele mai bune 50 de filme horror indie de streaming”, de Blumhouse „un film inteligent” pe care oamenii „trebuie să-l vadă”, de Vulture unul dintre „cele mai bune 25 de filme horror found footage” și de Dread Central unul dintre „cele mai bune 5 filme horror din 2016”. A câștigat premiul pentru Cel mai bun film la festivalul A Night of Horror din Sydney în 2015 și premiul pentru Cel mai bun actor pentru Țofei la Nashville Film Festival în 2016. Este considerat un film de cult.
IndieWire l-a numit „o bijuterie ascunsă”, „un coșmar neîntrerupt” și „un debut uluitor”, Austin Chronicle l-a descris drept „terifiant” și l-a comparat cu un Peeping Tom modern, Little White Lies l-a considerat „un exemplu de cinema meta” și a spus că se situează între Man Bites Dog și Creep, Dread Central l-a numit „revoluționar și periculos”, iar WatchMojo a inclus filmul în top 5 cele mai bune filme horror cu buget redus, alături de clasice precum The Blair Witch Project, The Texas Chain Saw Massacre și Night of the Living Dead.
A fost produs în România de studiourile  și a avut premiera la 2015, fiind distribuit de . Coloana sonoră este compusă de . Cheltuielile de producție s-au ridicat la . Filmul a avut încasări de .

## Distribuție
Rolurile principale au fost interpretate de actorii:

.